# كورت سفينسون
كورت سفينسون (بالسويدية: Kurt Svensson)‏ (15 أبريل 1927 السويد - 11 يوليو 2016 السويد) هو لاعب كرة قدم سويدي سابق كان يلعب كلاعب وسط،، شارك في كأس العالم 1950.

## روابط خارجية
- كورت سفينسون على موقع عالم كرة القدم.نت (الإنجليزية)